# Пам'ятки Бердичева
У Бердичеві на обліку перебувають 23 пам'ятки історії, та 4 пам'яток монументального мистецтва, усі — місцевого значення.

## Пам'ятки історії
| №п/п | Охоронний номер | Найменування пам'ятки                                                                                    | Адреса                                                | Рік       | Автор                                            | № рішення про взяття на державний облік | Фото |
| ---- | --------------- | --- | ----------------------------------------------------- | --------- | ------------------------------------------------ | --------------------------------------- | ---- |
| 1    | 1868            | Будинок, в якому в 1944 р. розміщався штаб 18-ї армії.                                                   | Вул. Добровольчих Батальйонiв, 38/24                  | 1973      | _                                                | № 559 від 26.12.1979 р.                 |      |
| 2    | 2455            | Будинок, в якому проходили наради 18-ї армії під керівництвом Л. І. Брежнєва.                            | Вул. Гетьмана Мазепи, 5                               | 1979      | Клекота О. С.                                    | № 22 від 21.01.1983 р.                  |      |
| 3    | 47              | Будинок школи, в якій навчався Завадський В. Ю. — один з керівників Бердичівського молодіжного підпілля. | Вул. Львівська, 24                                    | 1967      | _                                                | № 442 від 29.09.1969 р.                 |      |
| 4    | 44              | Будинок, в якому в 1917 р. відбувався з'їзд революційних представників південно-західного фронту.        | Вул. Європейська, 21 (Районний БК)                    | 1967      | _                                                | № 442 від 29.09.1969 р.                 |      |
| 5    | 1392            | Костьол св. Варвари, в якому в 1850 р. вінчався Оноре де Бальзак, французький письменник.                | Вул. Європейська, 25                                  | 1978 1999 | _                                                | № 388 від 06.09.1976 р.                 |      |
| 6    | 2457            | Будинок школи, в якій навчався Щолкін А. , член Бердичівського молодіжного підпілля.                     | Вул. Європейська, 18 / 8, ЗОШ. № 5                    | 1967      | _                                                | № 22 від 21.01.1983 р.                  |      |
| 7    | 1386            | Пам'ятник робітникам заводу «Прогрес», які загинули під час ВВВ.                                         | Вул. Європейська , 79 (територія заводу «Прогрес»)    | 1980      | Скульптор-Васильченко К. , архітектор — Бірюк П. | № 388 від 06.09.1976 р.                 |      |
| 8    | 49              | Пам'ятник на честь перемоги у Великій Вітчизняній війні.                                                 | Вул. Житомирська, 111                                 | 1965      | _                                                | № 442 від 29.09.1969 р.                 |      |
| 9    | 1387            | Пам'ятник робітникам шкірзаводу, які загинули під час ВВВ.                                               | Вул. Житомирська, 84, територія шкірзаводу            | 1971      | _                                                | № 388 від 06.09.1976 р.                 |      |
| 10   | 1390            | Пам'ятний знак на честь виступу на шкірзаводі Калініна М. І. , Петровського Г. І. , Луначарського А. В.  | Вул. Житомирська, на приміщенні управління шкірзаводу | 1967      | _                                                | № 388 від 06.09.1976 р.                 |      |
| 11   | 43              | Братська могила жертв фашизму (поховано 960 чоловік)                                                     | Вул. Молодогвардійська, у дворі старої фортеці        | 1944      | _                                                | № 442 від 29.09.1969 р.                 |      |
| 12   | 1869            | Пам'ятник воїнам — визволителям                                                                          | Площа Привокзальна                                    | 1974      | _                                                | № 559 від 26.12.1979 р.                 |      |
| 13   | 1388            | Братська могила підпільників. Кількість похованих невідома.                                              | Вул. Пушкіна, міське кладовище                        | 1970      | _                                                | № 388 від 06.09.1969 р.                 |      |
| 14   | 1389            | Військове кладовище. Поховано 1143 чоловік.                                                              | Вул. Пушкіна , 125 ,військове кладовище.              | 1950      | _                                                | № 388 від 06.09.1969 р.                 |      |
| 15   | 1389(а)         | Могила Семака М. П. — Героя Радянського Союзу.                                                           | Вул. Пушкіна, 125, військове кладовище, ряд № 14.     | 1970 1971 | _                                                | № 388 від 06.09.1969 р.                 |      |
| 16   | 1389(б)         | Могила Ашербекова А. Р. — Героя Радянського Союзу.                                                       | Вул. Пушкіна, 125, військове кладовище, ряд № 19      | 1970      | _                                                | № 388 від 06.09.1969 р.                 |      |
| 17   | 50              | Пам'ятник комсомольцям — підпільникам м. Бердичева, які загинули під час ВВВ.                            | Соборна площа                                         | 1967      | Дадуров Б. К. Клекота А. С.                      | № 442 від 29.09.1969 р.                 |      |
| 18   | 48              | Пам'ятний знак воїнам-визволителям.                                                                      | Вул. Садова ,3                                        | 1965      | _                                                | № 442 від 29.09.1969 р.                 |      |
| 19   | 1391            | Будинок, в якому в 1917 р. відбулося засідання першої міської більшовицької організації.                 | Вул Вінницька, 30                                     | 1967      | _                                                | № 388 від 06.09.1969 р.                 |      |
| 20   | 2459            | Будинок, в якому жив Брежнєв Л. І.                                                                       | Вул. Шевченка, 18/2                                   | 1979      | _                                                | № 22 від 21.01.1983 р.                  |      |
| 21   | 42              | Братська могила учасників громадянської війни. Кількість похованих невідома .                            | Ріг вул. Шевченка і Європейська                       | 1927      | _                                                | № 388 від 06.09.1969 р.                 |      |
| 22   | 3068            | Пам'ятний знак Гросману В.                                                                               | Вул. Шевченка, 14                                     | 1992      | _                                                | № 616 від 29.09.1999 р.                 |      |
| 23   | 2545            | Група (5) братських могил жертв фашизму. Поховано 18 640 осіб.                                           | 600 м на захід від смуги міста                        | 1983      | Мушицький А. Г.                                  | № 468 від 29.10.1983 р.                 |      |
|      |                 | |                                                       |           |                                                  |                                         |      |

## Пам'ятки монументального мистецтва
| №п/п | Охоронний номер | Найменування пам'ятки       | Адреса                     | Рік       | Автор                                                                      | № рішення про взяття на державний облік                                     | Фото |
| ---- | --------------- | --------------------------- | -------------------------- | --------- | -------------------------------------------------------------------------- | --------------------------------------------------------------------------- | ---- |
| 1    | 2546            | Пам'ятник Леніну В. І.      | Площа Центральна           | 1982-2014 | Скульптор — Васильченко К. М. , архітектор — Перевозник П. А., Бірюк П. М. | № 468 від 29.10.1983 р. Рішенням Міськвиконкому від 22.02 2014 демонтований |      |
| 2    | 1393            | Пам'ятник Котовському Г. І. | Вул. Одеська, Червона гора | 1969      | Скульптор — Красняк Д. Н., архітектор — Грінченко Ф.                       | № 388 від 06.09.1976 р.                                                     |      |
| 3    | 55              | Пам'ятник Фрунзе М. І.      | Площа Героїв Майдану 1     | 1948-2014 | Скульптор — Поліщук В.                                                     | № 442 від 29.09.1969 р. 22.02.2014 патріотами був демонтований на знищений. |      |
| 4    | 56              | Па'мятник Шевченку Т. Г.    | Парк ім. Шевченка          | 1960      | Скульптор — Криворуцький П.                                                | № 442 від 29.09.1969 р.                                                     |      |
|      |                 |                             |                            |           |                                                                            |                                                                             |      |

## Джерело
- Пам'ятки Житомирської області